# برکه‌نورد شمالی

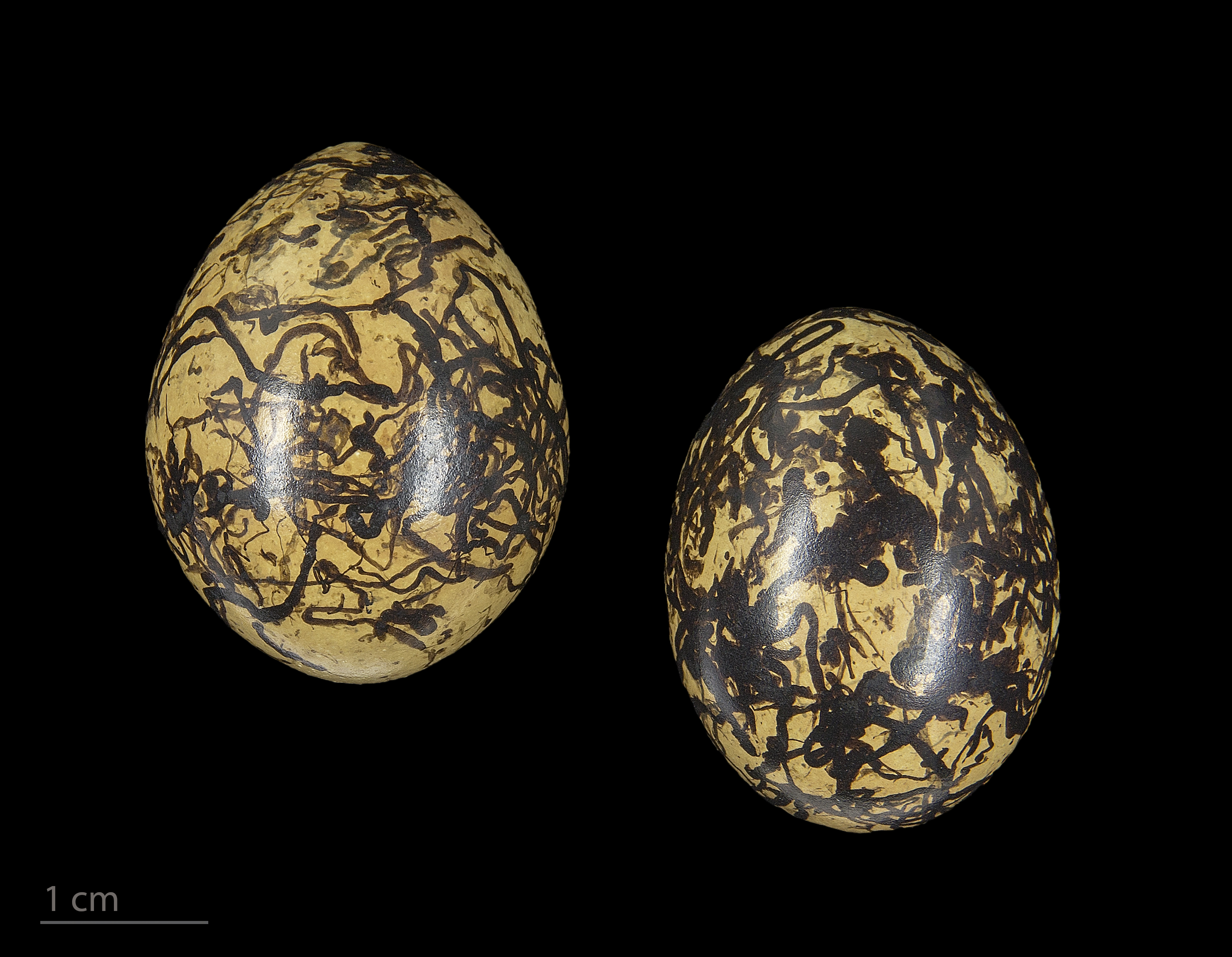
Jacana spinosa

برکه‌نورد شمالی (نام علمی: Jacana spinosa) نام یک گونه از سرده برکه‌نورد است.